# The Fighting Gringo
The Fighting Gringo is een Amerikaanse western uit 1939 geregisseerd door David Howard en geschreven door Oliver Drake. De film was geproduceerd en gedistribueerd door RKO Radio Pictures.

## Rolverdeling
| Naam             | Personage                               |
| ---------------- | --------------------------------------- |
| George O'Brien   | Wade Barton                             |
| Lupita Tovar     | Anita del Campo                         |
| Lucio Villegas   | Don Aliso del Campo                     |
| William Royle    | Ben Wallace                             |
| Glenn Strange    | Rance Potter                            |
| Slim Whitaker    | Monty Bates (als Slim Whittaker)        |
| LeRoy Mason      | John Courtney                           |
| Mary Field       | Sandra Courtney                         |
| Martin Garralaga | Pedro                                   |
| Dick Botiller    | Jose                                    |
| Bill Cody        | Sheriff Fred Warren (als Bill Cody Sr.) |
| Cactus Mack      | Utah                                    |
| Chris-Pin Martin | Felipe                                  |